# Rallye de Suède 2010
Le Rallye de Suède 2010 est le 1er rallye du Championnat du monde des rallyes 2010.

## Résultats
| Rang              | Pilote               | Copilote           | Numéro            | Voiture                | Écurie                   | Temps             | Écart             | Points            |
| Toutes catégories | Toutes catégories    | Toutes catégories  | Toutes catégories | Toutes catégories      | Toutes catégories        | Toutes catégories | Toutes catégories | Toutes catégories |
| ----------------- | -------------------- | ------------------ | ----------------- | ---------------------- | ------------------------ | ----------------- | ----------------- | ----------------- |
| 1.                | Mikko Hirvonen       | Jarmo Lehtinen     | 3                 | Ford Focus RS WRC 09   | Ford Abu Dhabi WRT       | 3 h 09 min 30 s 4 |                   | 25                |
| 2.                | Sébastien Loeb       | Daniel Elena       | 6                 | Citroën C4 WRC         | Citroën Total WRT        | 3 h 10 min 12 s 7 | 42 s 3            | 18                |
| 3.                | Jari-Matti Latvala   | Miikka Anttila     | 4                 | Ford Focus RS WRC 09   | Ford Abu Dhabi WRT       | 3 h 10 min 45 s 8 | 1 min 15 s 4      | 15                |
| 4.                | Daniel Sordo         | Marc Marti         | 2                 | Citroën C4 WRC         | Citroën Total WRT        | 3 h 12 min 12 s 0 | 2 min 41 s 6      | 12                |
| 5.                | Sébastien Ogier      | Julien Ingrassia   | 7                 | Citroën C4 WRC         | Citroën Junior Team      | 3 h 13 min 45 s 7 | 4 min 15 s 3      | 10                |
| 6.                | Henning Solberg      | Ilka Minor         | 6                 | Ford Focus RS WRC 08   | M-Sport Stobart Ford WRT | 3 h 15 min 23 s 8 | 5 min 53 s 4      | 8                 |
| 7.                | Matthew Wilson       | Scott Martin       | 12                | Ford Focus RS WRC 08   | M-Sport Stobart Ford WRT | 3 h 17 min 24 s 3 | 7 min 53 s 9      | 6                 |
| 8.                | Mads Østberg         | Jonas Andersson    | 15                | Subaru Impreza WRC     | Adapta AS                | 3 h 18 min 52 s 6 | 9 min 22 s 2      | 4                 |
| 9.                | Petter Solberg       | Phil Mills         | 11                | Citroën C4 WRC         | Petter Solberg WRT       | 3 h 19 min 47 s 9 | 10 min 17 s 5     | 2                 |
| 10.               | Per-Gunnar Andersson | Anders Fredriksson | 49                | Škoda Fabia S2000      | P-G Andersson            | 3 h 21 min 49 s 3 | 12 min 18 s 9     | 1                 |
| PWRC              |                      |                    |                   |                        |                          |                   |                   |                   |
| 1. (18)           | Patrik Flodin        | Göran Bergsten     | 50                | Subaru Impreza WRX STi | Patrik Flodin            | 3 h 28 min 04 s 7 |                   | 25                |

## Spéciales chronométrées
| Étape               | Spéciale | Heure   | Nom                       | Distance (km) | Vainqueur          | Temps         | Leader         |
| ------------------- | -------- | ------- | ------------------------- | ------------- | ------------------ | ------------- | -------------- |
| 1re (11-12 février) | ES1      | 20 h 04 | Super spéciale Karlstad 1 | 1,90          | Daniel Sordo       | 1 min 31 s 4  | Daniel Sordo   |
| 1re (11-12 février) | ES2      | 08 h 18 | Likenäs 1                 | 20,78         | Sébastien Loeb     | 11 min 33 s 7 | Sébastien Loeb |
| 1re (11-12 février) | ES3      | 09 h 41 | Viggen 1                  | 21,28         | Sébastien Loeb     | 10 min 50 s 7 | Sébastien Loeb |
| 1re (11-12 février) | ES4      | 10 h 51 | Torntorp 1                | 19,21         | Mikko Hirvonen     | 9 min 54 s 7  | Sébastien Loeb |
| 1re (11-12 février) | ES5      | 13 h 34 | Likenäs 2                 | 20,78         | Mikko Hirvonen     | 11 min 37 s 7 | Mikko Hirvonen |
| 1re (11-12 février) | ES6      | 14 h 57 | Viggen 2                  | 21,28         | Jari-Matti Latvala | 10 min 49 s 5 | Mikko Hirvonen |
| 1re (11-12 février) | ES7      | 16 h 30 | Torntorp 2                | 19,21         | Mikko Hirvonen     | 9 min 57 s 0  | Mikko Hirvonen |
| 1re (11-12 février) | ES8      | 20 h 00 | Super spéciale Karlstad 2 | 1,90          | Sébastien Loeb     | 1 min 34 s 8  | Mikko Hirvonen |
| 2e (13 février)     | ES9      | 07 h 58 | Vargäsen 1                | 24,63         | Mikko Hirvonen     | 13 min 18 s 4 | Mikko Hirvonen |
| 2e (13 février)     | ES10     | 10 h 30 | Sägen 1                   | 14,23         | Sébastien Loeb     | 7 min 13 s 1  | Mikko Hirvonen |
| 2e (13 février)     | ES11     | 11 h 30 | Fredriksberg 1            | 18,15         | Sébastien Loeb     | 10 min 27 s 4 | Mikko Hirvonen |
| 2e (13 février)     | ES12     | 11 h 58 | Hagfors Sprint 1          | 1,87          | Sébastien Loeb     | 2 min 05 s 1  | Mikko Hirvonen |
| 2e (13 février)     | ES13     | 14 h 25 | Vargäsen 2                | 24,63         | Jari-Matti Latvala | 13 min 06 s 4 | Mikko Hirvonen |
| 2e (13 février)     | ES14     | 15 h 29 | Sägen 2                   | 14,23         | Marcus Grönholm    | 7 min 14 s 5  | Mikko Hirvonen |
| 2e (13 février)     | ES15     | 17 h 09 | Fredriksberg 2            | 18,15         | Jari-Matti Latvala | 10 min 44 s 2 | Mikko Hirvonen |
| 2e (13 février)     | ES16     | 18 h 25 | Hagfors Sprint 2          | 1,87          | Martin Prokop      | 2 min 14 s 9  | Mikko Hirvonen |
| 3e (14 février)     | ES17     | 07 h 52 | Rämmen 1                  | 21,87         | Sébastien Loeb     | 11 min 11 s 3 | Mikko Hirvonen |
| 3e (14 février)     | ES18     | 08 h 28 | Värmullsäsen 1            | 23,41         | Mikko Hirvonen     | 13 min 13 s 2 | Mikko Hirvonen |
| 3e (14 février)     | ES19     | 10 h 49 | Lesjöfors                 | 10,49         | Mikko Hirvonen     | 5 min 52 s 9  | Mikko Hirvonen |
| 3e (14 février)     | ES20     | 11 h 21 | Rämmen 2                  | 21,87         | Jari-Matti Latvala | 10 min 59 s 6 | Mikko Hirvonen |
| 3e (14 février)     | ES21     | 12 h 58 | Värmullsäsen 2            | 23,41         | Jari-Matti Latvala | 13 min 19 s 1 | Mikko Hirvonen |

## Classements au championnat après l'épreuve

### Classement des pilotes
| Rang | Pilote               | Rallyes | Rallyes | Rallyes | Rallyes | Rallyes | Rallyes | Rallyes | Rallyes | Rallyes | Rallyes | Rallyes | Rallyes | Rallyes | Total points |
| Rang | Pilote               | SUE     | MEX     | JOR     | TUR     | NZL     | POR     | BUL     | FIN     | GER     | JPN     | FRA     | ESP     | GBR     | Total points |
| ---- | -------------------- | ------- | ------- | ------- | ------- | ------- | ------- | ------- | ------- | ------- | ------- | ------- | ------- | ------- | ------------ |
| 1er  | Mikko Hirvonen       | 25      | -       | -       | -       | -       | -       | -       | -       | -       | -       | -       | -       | -       | 25           |
| 2e   | Sébastien Loeb       | 18      | -       | -       | -       | -       | -       | -       | -       | -       | -       | -       | -       | -       | 18           |
| 3e   | Jari-Matti Latvala   | 15      | -       | -       | -       | -       | -       | -       | -       | -       | -       | -       | -       | -       | 15           |
| 4e   | Daniel Sordo         | 12      | -       | -       | -       | -       | -       | -       | -       | -       | -       | -       | -       | -       | 12           |
| 5e   | Sébastien Ogier      | 10      | -       | -       | -       | -       | -       | -       | -       | -       | -       | -       | -       | -       | 10           |
| 6e   | Henning Solberg      | 8       | -       | -       | -       | -       | -       | -       | -       | -       | -       | -       | -       | -       | 8            |
| 7e   | Matthew Wilson       | 6       | -       | -       | -       | -       | -       | -       | -       | -       | -       | -       | -       | -       | 6            |
| 8e   | Mads Østberg         | 4       | -       | -       | -       | -       | -       | -       | -       | -       | -       | -       | -       | -       | 4            |
| 9e   | Petter Solberg       | 2       | -       | -       | -       | -       | -       | -       | -       | -       | -       | -       | -       | -       | 2            |
| 10e  | Per-Gunnar Andersson | 1       | -       | -       | -       | -       | -       | -       | -       | -       | -       | -       | -       | -       | 1            |

| Couleur | Résultat                                                         |
| ------- | ---------------------------------------------------------------- |
| Or      | Vainqueur                                                        |
| Argent  | 2e place                                                         |
| Bronze  | 3e place                                                         |
| Vert    | Classé, dans les points                                          |
| Bleu    | Classé, hors des points Non classé (Nc.)                         |
| Mauve   | Abandon (Ab.) Retrait (Re.)                                      |
| Noir    | Disqualifié (Dq.)                                                |
| Blanc   | N'a pas pris le départ (Np.) Forfait (Forf.) Épreuve annulée (A) |
| Aucune  | N'a pas participé (-)                                            |

### Classement des constructeurs
| Rang | Équipe                             | Rallyes | Rallyes | Rallyes | Rallyes | Rallyes | Rallyes | Rallyes | Rallyes | Rallyes | Rallyes | Rallyes | Rallyes | Rallyes | Total points |
| Rang | Équipe                             | SUE     | MEX     | JOR     | TUR     | NZL     | POR     | BUL     | FIN     | GER     | JPN     | FRA     | ESP     | GBR     | Total points |
| ---- | ---------------------------------- | ------- | ------- | ------- | ------- | ------- | ------- | ------- | ------- | ------- | ------- | ------- | ------- | ------- | ------------ |
| 1er  | BP Ford Abu Dhabi World Rally Team | 40      | -       | -       | -       | -       | -       | -       | -       | -       | -       | -       | -       | -       | 40           |
| 2e   | Citroën Total World Rally Team     | 30      | -       | -       | -       | -       | -       | -       | -       | -       | -       | -       | -       | -       | 30           |
| 3e   | Citroën Junior Team                | 14      | -       | -       | -       | -       | -       | -       | -       | -       | -       | -       | -       | -       | 14           |
| 4e   | Stobart M-Sport Ford Rally Team    | 14      | -       | -       | -       | -       | -       | -       | -       | -       | -       | -       | -       | -       | 14           |